# Connectivisme
Ne doit pas être confondu avec connexionisme.

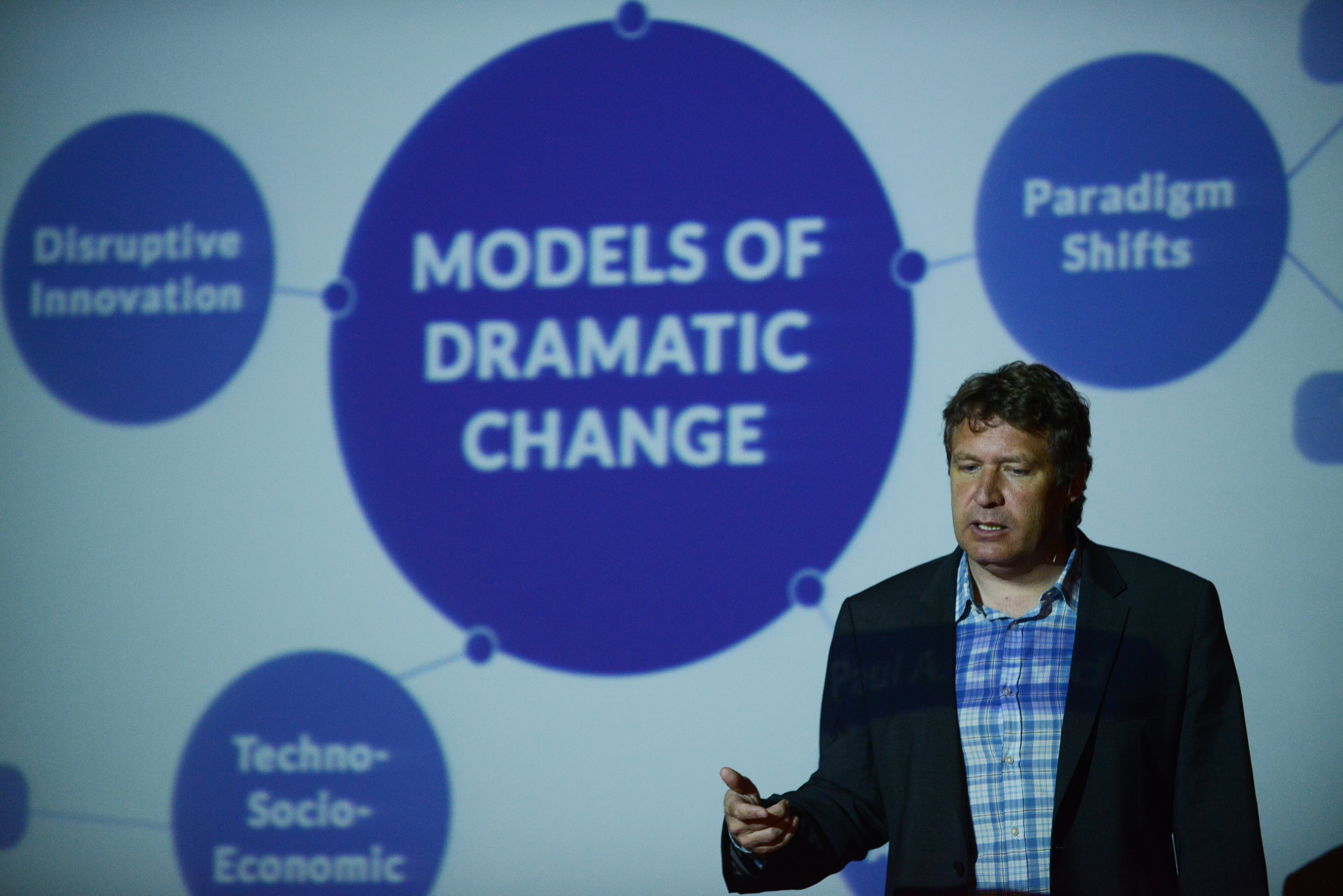
Conférence de George Siemens

Le connectivisme est une théorie de l'apprentissage développée par George Siemens et Stephen Downes et basée sur les apports des nouvelles technologies. Elle s'appuie sur leur analyse des limites du béhaviorisme, du cognitivisme et du constructivisme afin d'expliquer les effets de la technologie sur la façon dont les gens vivent, communiquent et apprennent.
Sugata Mitra a mené une étude durant dix ans et démontre que les enfants sont capables d'apprendre (de coapprendre), seuls, sans professeur, c'est-à-dire par eux-mêmes avec un ordinateur, internet et/ou des supports de cours. Il conclut que l'éducation est un système qui s'auto-organise et où l'apprentissage est le phénomène émergent,.
Les projets du Lifelong Kindergarten du Massachusetts Institute of Technology, comme le logiciel Scratch qui compte des millions de projets réalisés par des enfants du monde entier, dans une vision de partage, avec la capacité de reprendre les travaux des autres, de coapprendre et cocréer se basant sur la culture libre, ont pour mot d'ordre : « Comment les nouvelles technologies peuvent aider à prolonger le style d'apprentissage avec amusement aux personnes de tous âges, qui permet à chacun d'apprendre à travers la conception, la lecture et le partage. ».
Donald G. Perrin, directeur de rédaction à l'International Journal of Instructional Technology and Distance Learning dit de la théorie qu'elle « combine les éléments pertinents de nombreuses théories d'apprentissage, des réseaux sociaux et des technologies afin de créer une théorie solide pour l'apprentissage à l'ère numérique ».[pertinence contestée]

## Principes du connectivisme
Un aspect du connectivisme est l'utilisation d'un réseau composé de nœuds et de connexions comme métaphore centrale de l'apprentissage. Dans cette métaphore, un nœud est tout ce qui peut être connecté à un autre nœud : informations, données, sentiments, images, etc. L'apprentissage est le processus de création de connexions et de développement des réseaux. Toutes les connexions ne possèdent pas la même force dans cette métaphore, et nombre d'entre elles peuvent être assez faibles.
Pour George Siemens :
« Le connectivisme est la somme de principes issus de la théorie du chaos, des réseaux, de l'auto-organisation et de la complexité. L'apprentissage est un processus qui se produit dans des environnements flous composés d'éléments de base changeants, et qui n'est pas entièrement sous le contrôle de l'individu. L'apprentissage peut résider en dehors de l'individu (au sein d'une organisation ou une base de données), et se concentre sur la connexion d'ensembles d'informations spécialisées. Les liens qui permettent d'apprendre davantage sont plus importants que l'état actuel de notre connaissance.
Le connectivisme est motivé par la compréhension du fait que les prises de décision sont fondées sur des bases qui se modifient rapidement. De nouvelles informations sont constamment acquises. La capacité d'établir des distinctions entre l'information importante et sans importance est vitale. La capacité de reconnaître quand de nouvelles informations modifient le paysage en fonction des décisions prises hier est également critique. ».
En d'autres termes, "savoir-faire" et "savoir-quoi" sont complétés par des "savoir-où" (c'est-à-dire savoir où trouver les connaissances quand c'est nécessaire), et le méta-apprentissage devient aussi important que l'apprentissage lui-même.

### Principes essentiels
- L'apprentissage et la connaissance résident dans la diversité des opinions.
- L'apprentissage est un processus reliant des nœuds spécialisés ou des sources d'information.
- L'apprentissage peut résider dans des appareils (non humain).
- La capacité d'en savoir plus est plus critique que ce que l'on sait actuellement.
- Entretenir et maintenir des connexions est nécessaire pour faciliter l'apprentissage continu.
- La possibilité de voir les liens entre les domaines, les idées et les concepts est une compétence de base.
- Obtenir des connaissances précises et mises à jour est ce vers quoi tendent toutes les activités d'apprentissage connectivistes.
- La prise de décision est un processus d'apprentissage en soi. L'importance que l'on donne à une information est variable dans le temps, selon les modifications de l'environnement de cette information[8].

### Connectivisme et nouvelles technologies
La théorie du connectivisme est similaire au néo-constructivisme (théorie élaborée par Lev Vygotski) qui exploite pleinement les ressources des nouvelles sciences et technologies de l'information et de la communication.[réf. nécessaire]
Dans son discours sur les nouvelles technologies, le philosophe Michel Serres, ne retient, parmi les nouveaux apports possibles qu'elles offrent, qu'un seul élément : celui de l'espace.
Pour Clive Thompson, les nouvelles technologies prennent peu à peu le pas sur des facultés de notre cerveau, qui sont finalement « externalisées ».
Pour répondre aux problèmes soulevés par Clive Thompson, Jamais Cascio propose une singularité se basant sur l'accès-libre. Selon lui, l'ouverture et la culture libre sont des choix politiques important pour l'avenir.

## Méthodes d'enseignement connectiviste
Ce sont des méthodes mobilisées dans une partie des MOOC Downes résume l'enseignement et l'apprentissage connectiviste de la manière suivante : « Enseigner c'est modéliser et démontrer, Apprendre c'est pratiquer et réfléchir ».[pertinence contestée]
En 2008, Siemens et Downes ont donné un cours, gratuit et ouvert à tous, intitulé "Connectivisme et connaissance connective", dans lequel ils enseignaient le connectivisme tout en l'utilisant comme une méthode d'enseignement. Ce type de cours a été nommé « Massively Open Online Course » (« Cours en ligne massivement ouvert » en français, jouant sur l'expression et l'acronyme "Massively Multiplayer Online Game" ou MMO). Tout le contenu du cours était disponible à travers des flux RSS et les étudiants pouvaient utiliser les outils de leur choix pour participer, tels que des réunions en ligne, des discussions dans Moodle, des messages de blog, ou encore via le jeu Second Life.

### Méthodes connectivistes selon Siemens
Georges Siemens a proposé sur son blog plusieurs pratiques connectivistes, destinées aux professeurs et enseignants. Il conseille :

- de créer des blogs pour la classe et de compiler les travaux dans un agrégateur RSS afin de regrouper tout ce que les élèves ont blogués.
- d'utiliser le travail collaboratif pour un apprentissage collaboratif (au travers de wikis par exemple).
- d'ouvrir ses propres ressources à la collaboration et au partage.
- de développer des environnements sécurisés permettant de créer un milieu plus rassurant pour les étudiants, à côté des ressources et conversations ouvertes nécessaires aux mises en réseau.
- d'utiliser des ressources éducatives existantes et diversifiées: des vidéos, des podcasts, des interviews, des jeux.
- d'orienter les élèves vers des conférences, visioconférences, conférences en ligne, podcasts, principalement si les cours sont centrés sur un théoricien ou scientifique précis.
- d'augmenter le pool de ressources, par exemple arrangeant une interview par mail avec quelques théoriciens et en l'affichant sur son blog.
- d'expérimenter divers outils et approches et d'impliquer les élèves.
- de fournir aux étudiants des ressources leur permettant de prolonger leur apprentissage après les cours, de les orienter vers des blogs, des forums,...
- d'améliorer les capacités des étudiants à participer aux réseaux, et les méta-aptitudes telles que vérifier l'authenticité d'une information ; de les encourager à développer des compétences conceptuelles.
- de combiner les expériences des étudiants de diverses années[16].
- de réduire la centralité du professeur à l'avantage d'un réseau d'experts externes via des interventions par des logiciels de messagerie.

## Comparaison avec les autres théories de l'apprentissage
Selon George Siemens, les points suivants distinguent le connectivisme des autres théories de l'apprentissage :
- Selon Siemens, les théories actuelles de l'apprentissage ne tiennent pas compte du développement de nouvelles connaissances. Le connectivisme et l'apprentissage en réseau se basent eux sur une expansion continue des connaissances et chaque nouvelle connexion donne accès à de nouveaux savoirs. De plus, la somme des connaissances étant de plus en plus importante, une théorie de l'apprentissage est une théorie qui devrait fournir un moyen de considérer davantage que l'acte d'apprentissage lui-même et informer sur la façon dont les processus de création de l'information interagissent et évoluent entre eux.
- Le connectivisme insiste sur la primauté de la connexion et suggère que la compréhension de l'apprentissage se trouve dans la compréhension de comment et pourquoi les connexions se forment (à différents niveaux : neuronal, cognitif/conceptuel et social). Les autres formes d'apprentissage reposent sur une connexion initiale à quelque chose (une personne, un concept, une idée, etc.)
- Selon Siemens, les théories existantes tel que béhaviorisme, constructivisme ou cognitivisme, ne s'imposent pas comme des idées totalement achevées et originales, mais sont uniques par la manière dont elles rassemblent des recherches et des concepts à un moment précis de leur vie. Le connectivisme, selon lui, assemble des concepts de différents domaines, qui vont de Dewey à von Glasersfeld et à Papert (neurosciences, sciences cognitives, théorie des réseaux, etc.), d'une nouvelle manière. Il accorde qu'il s'agit d'un mélange maladroit mais qu'autant de preuves existent pour soutenir les idées clés du connectivisme que pour toute autre théorie de l'apprentissage.

## Les critiques du connectivisme
Le connectivisme a été accueilli de façon critique sur plusieurs fronts. Selon Pløn Verhagen, le connectivisme n'est pas une théorie d'apprentissage, mais est plutôt une vue "pédagogique". Il ajoute que les théories de l'apprentissage devraient porter sur la façon dont les gens apprennent alors que le connectivisme s'intéresse à ce qui est appris et pourquoi c'est appris. Bill Kerr estime que, bien que la technologie affecte l'environnement d'apprentissage, les théories de l'apprentissage existantes sont suffisantes.
Il a également été noté[Par qui ?] que le connectivisme peut être considéré comme une branche du constructivisme appelée constructivisme social.